# 擬蟻現象

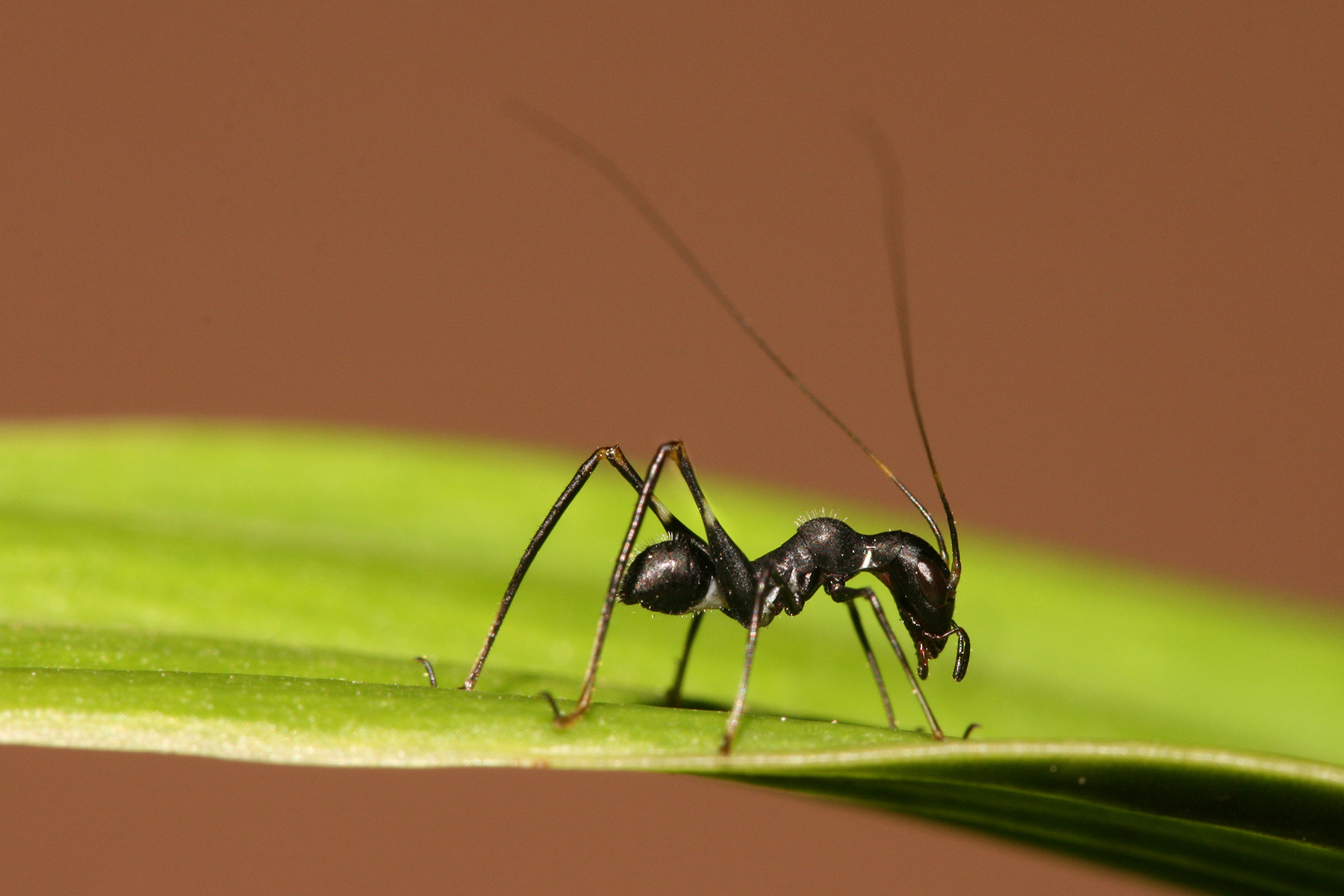
模仿螞蟻的蟋蟀若蟲

擬蟻現象是其它生物模仿蚂蚁的拟态。螞蟻大量遍佈全世界，其潛在的天敵中依靠視覺來捕食的（例如鳥和黄蜂）通常會避免捕食它們，因為他們通常難以下嚥或具有攻擊性。一些节肢动物模仿螞蟻來擺脫天敵（即拟态），另一些在結構上模仿螞蟻，並且捕食其它螞蟻。
為了克服螞蟻強大的防禦，模仿者可能會模仿螞蟻的化學機制（韦斯曼氏拟态）產生類螞蟻的信息素，或在外表上（例如贝氏拟态）複製觸覺的微細結構。